# Michael Guggemos
Michael Guggemos (ur. 28 października 1956 w Ulm) – niemiecki polityk i związkowiec. 

## Życiorys
Dorastał w Ehingen (Donau), studia odbywał w Tybindze na kierunku nauk empirycznych, politycznych i na kierunku ekonomii. W latach 1986 – 1988 członek Młodych Socjalistów (Jusos). Od 1999 na stanowisku kierownika berlińskiego biura związku zawodowego IG Metall.